# Papa Ștefan al VII-lea
Papa Ștefan al VII-lea (n.  ?, Roma, Italia – d. februarie 931 d.Hr., Roma, Statele Papale) a fost  Papă al Romei în perioada decembrie 928 - februarie 931. Se spune că ar fi fost de origine romană, însă numele tatălui său Theudemund face mai probabilă teoria unei descendențe nemțești. Numele său înseamnă "coroana" (grec.).
Parohul-cardinal Ștefan a fost impus de către senatoarea Romei Marozia încă pe timpul când predecesorul lui întemnițat era încă
în viață.
Despre scurtul lui pontificat de doar doi ani ne-au rămas numai câteva informații incerte în legătură cu privilegarea unor mănăstiri (de pildă, confirmarea mănăstirii reformate Brogne prin starețul ei Gérard).